# Jacob LeFever

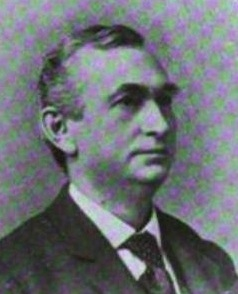
Jacob LeFever

Jacob Le Fever (* 20. April 1830 in New Paltz, Ulster County, New York; † 4. Februar 1905 ebenda) war ein US-amerikanischer Politiker. Zwischen 1893 und 1897 vertrat er den Bundesstaat New York im US-Repräsentantenhaus. Der Kongressabgeordnete Frank J. Le Fevre war sein Sohn.

## Werdegang
Jacob Le Fever besuchte die New Paltz Academy und das Amenia Seminary. Er war in den Jahren 1861 und 1862 Supervisor in der Town. Dann saß er zwischen 1863 und 1865 sowie 1867 in der New York State Assembly. Politisch gehörte er der Republikanischen Partei an. Als Delegierter nahm er an vielen Republican State Conventions teil sowie 1888 an der Republican National Convention in Chicago.
Bei den Kongresswahlen des Jahres 1892 für den 53. Kongress wurde Le Fever im 18. Wahlbezirk von New York in das US-Repräsentantenhaus in Washington, D.C. gewählt, wo er am 4. März 1893 die Nachfolge von John A. Quackenbush antrat. Er wurde einmal wiedergewählt. Da er auf eine erneute Kandidatur im Jahr 1896 verzichtete, schied er nach dem 3. März 1897 aus dem Kongress aus.
Nach seiner Kongresszeit war er Präsident der Huguenot National Bank – eine Stellung, die er bis zu seinem Tod innehatte. Am 4. Februar 1905 starb er in New Paltz und wurde auf dem New Paltz Rural Cemetery beigesetzt.